# Wie Hund und Katze (Fernsehserie)
Wie Hund und Katze (Sugar and Spice) war eine australische Kinderserie, die anlässlich der 200-Jahr-Feier Australiens produziert und von ABC TV zwischen 1988 und 1989 ausgestrahlt wurde. Die Serie wurde in Deutschland von März bis September 1990 bei der ARD ausgestrahlt. Ferner wurde sie 1991 im Bayerischen Fernsehen, 1992 bei der ARD und 1997 bis 1999 im KiKA und 1999 bis 2000 im Bayerischen Fernsehen wiederholt.
Die Fernsehserie spielte in den zwanziger Jahren des 20. Jahrhunderts und handelte von zwei elfjährigen Mädchen aus dem australischen Busch, Pixie Robinson (Radha Mitchell) und Molly Wilson (Michelle Kearley), die in die Stadt, nach Melbourne, geschickt worden, um bei Pixies Großmutter zu leben und die dortige private Highschool zu besuchen.
Die komplette Serie wurde 2008 in der englischsprachigen Fassung unter dem Originaltitel Sugar and Spice von Force Entertainment auf DVD herausgebracht.

## Episodenliste
| Nr. (ges.) | Nr. (St.) | Deutscher Titel             | Originaltitel           | Zusammenfassung | Erstausstrahlung Australien | Deutschsprachige Erstausstrahlung (D) |
| ---------- | --------- | --------------------------- | ----------------------- | --- | --------------------------- | ------------------------------------- |
| 1          | 1         | Mit List und Tücke          | Going Ready or Not      | Pixie und Molly müssen umziehen, um die High School besuchen zu können. Obwohl sie gegeneinander eine ausgeprägte Abneigung hegen, haben ihre Eltern entschieden, dass beide mit Pixies Großmutter in einem Haus zusammenleben sollen.                 | 6. Apr. 1989                | 3. März 1990                          |
| 2          | 2         | The Arrival                 | Das Zweckbündnis        | Das Problem, gezwungenermaßen zusammenleben zu müssen, schweißt Pixie und Molly gegen ihren Willen zusammen. | 13. Apr. 1989               | 1990                                  |
| 3          | 3         | Schnecken und Frösche       | Froggy                  | Am ersten Tag in der neuen Schule freundet sich Pixie rasch mit Margherite (Vivienne Walshe), der Tochter des Französischlehrers Jacques Chevrier (Victor Kazan) an, während Molly für sich bleibt.                                                    | 20. Apr. 1989               | 1990                                  |
| 4          | 4         | Heiße Worte, kaltes Wasser  | The Best of Enemies     | Molly hat Heimweh und kann überhaupt nicht mit Pixie auskommen, also borgt sie sich Captain Jacks (Earl Francis) Pferd und reitet der Heimat entgegen.                                                                                                 | 27. Apr. 1989               | 1990                                  |
| 5          | 5         | Auf neuen Pfaden            | Guiding Hands           | Da sie von ihren Mitschülerinnen als Außenseiterin behandelt werden, beschließen Molly, Pixie und Marguerite sich bei Pfadfinderinnen zu beteiligen, um neue Freundinnen zu treffen.                                                                   | 4. Mai 1989                 | 1990                                  |
| 6          | 6         | Geisterstunde               | The Haunted House       | Mrs Watson fürchtet, dass ihr Haus verflucht ist. Pixie and Molly entscheiden sich, dort die Nacht zu verbringen, und gehen dem Geheimnis auf den Grund.                                                                                               | 11. Mai 1989                | 1990                                  |
| 7          | 7         | Kleider machen Leute        | A String of Pearls      | Miss Orrick hat den Schulchor beim örtlichen Gesangswettbewerb angemeldet. Molly borgt sich hierfür ohne Erlaubnis eine von Tante Veras (Louise Hall) Blusen und ihr Perlenhalsband.                                                                   | 18. Mai 1989                | 1990                                  |
| 8          | 8         | Der Held des Tages          | The Picnic              | Auf einem Picknickausflug mit den Mädchen bleibt Tante Veras Auto stehen. Als sie es wieder zu starten versucht, fällt sie hin und verletzt sich am Kopf.                                                                                              | 25. Mai 1989                | 1990                                  |
| 9          | 9         | Geschwindelt und ertappt    | To See or Not to See    | Die Mädchen entscheiden sich, die Schule am Nachmittag ausfallen zu lassen, um in einem Kino den neuesten Rudolph-Valentino-Film anzuschauen, aber sie werden von Tante Vera und Jacques Chevrier, dem Französischlehrer, entdeckt.                    | 1. Juni 1989                | 1990                                  |
| 10         | 10        | Wilde Flüge, miese Tricks   | The Barnstormer         | Die Ankunft eines Piloten und seines Mechanikers in ihrem kleinen Flugzeug führt zu Aufregung und einer Beinahekatastrophe in Willsford. | 8. Juni 1989                | 1990                                  |
| 11         | 11        | Der Härtetest               | What’s Cooking          | Pixie und Molly haben sich für Flugzeugführerinband der Pfadfinderinnen qualifiziert und werden von den anderen Mädchen ihrer Klasse beneidet. | 15. Juni 1989               | 1990                                  |
| 12         | 12        | Bienchen und Kaninchen      | Birds, Bees and Rabbits | Eine Bemerkung über Kaninchen und ihre Vermehrung legt Pixies Wissenslücken über die Sexualität offen. | 22. Juni 1989               | 1990                                  |
| 13         | 13        | Backe, backe Kuchen         | Money Troubles          | Manchmal können die 'besten Feinde' die 'besten Freunde' werden, wenn die richtige Umstände zusammenkommen – und Myrtle sorgt dafür, was erforderlich ist, um Pixie, Molly, Margherite und Louise zusammenzubringen.                                   | 29. Juni 1989               | 1990                                  |
| 14         | 14        | Hilfe, Blut                 | The Camp Out            | Als die Pfadfinderinnen zusammen im Lager sind, erkennen sie, dass Anne (Susan Ellis), ihre Führerin, ein Problem mit Ohnmachtsanfällen beim Anblick von Blut hat.                                                                                     | 6. Juli 1989                | 1990                                  |
| 15         | 15        | Junge oder Mädchen          | The Substitute          | Mollys Versuch, ein Cricket-Spiel zwischen den Mädchen der Schule zu organisieren, endet in einer Katastrophe. | 13. Juli 1989               | 1990                                  |
| 16         | 16        | Kopf hoch!                  | Creating a New Molly    | Die Ärgereien wegen Mollys Jungenhaarschnitt regen sie auf. Pixie und Margherite machen einen Spaziergang durch Melbournes Chinatown. | 20. Juli 1989               | 1990                                  |
| 17         | 17        | Der Nachhilfelehrer         | Exam time               | Miss Orrick bringt die Nachrichten, dass die Examen der Klasse kurz bevorstehen. Pixie ist entschlossen, Klassenbeste zu werden, während Molly sich bewusst wird, dass sie das Jahr wiederholen muss, wenn sie durchfällt.                             | 27. Juli 1989               | 1990                                  |
| 18         | 18        | Juckpulver und Lampenfieber | True or False           | Die Mädchen in Pixies und Mollys Klasse sind aufgeregt, als ihnen Miss Orrick mitteilt, dass am Ende des Schuljahres ein Tableaux vivants steht. | 3. Aug. 1989                | 1990                                  |
| 19         | 19        | Großmutter streikt          | The Pageant             | Während der Rest der Familie sich über die Feier zum Schuljahresabschluss beim Tableaux vivantes freut, ist Großmutter verärgert. Die Mädchen tun sich zusammen, um die Heirat Tante Veras mit Jacques Chevrier, dem Französischlehrer, zu verhindern. | 10. Aug. 1989               | 1990                                  |
| 20         | 20        | Späte Liebe                 | Ending or Beginnings    | Als Jimmy (Eamonn Kelly) sich auf die Suche nach Mistelzweigen für die Weihnachtsparty macht, bleiben er und Freddo (Matthew Newton) sehr lange weg. Ist ihnen etwas zugestoßen?                                                                       | 17. Aug. 1989               | 8/1990                                |

## DVD
- The Complete Series: Sugar and Spice, Force Entertainment, 2008

## Buch
- Mary Wright: Wie Hund und Katze, Hoch Verlag, 1990, ISBN 978-3-7779-0462-7; Thienemann Verlag, 1993, ISBN 978-3-522-17045-1,
  - Originalfassung: Mary Wright: Sugar and Spice, Penguin Books, 1988, ISBN 0-14-032970-6